# Agrégation de grammaire
Le concours d’agrégation de grammaire est organisé, avec les concours d'agrégation de lettres modernes et de lettres classiques, pour le recrutement des professeurs agrégés enseignant le français, le latin et le grec ancien. Au contraire des concours cités précédemment, celui-ci n'est ouvert que par la voie externe.
Il est créé à l'origine pour recruter les professeurs des classes de grammaire, correspondant aujourd'hui à la 6e, la 5e et la 4e, le diplôme requis n'étant jusqu'en 1861 que le baccalauréat ès lettres.
Il se différencie de l'agrégation de lettres classiques, anciennement de lettres, par la prédominance de la grammaire et de la linguistique, tandis que l'autre concours fait prévaloir la littérature. Il présente deux options : français ancien et moderne ; latin et grec ancien.
Il se distingue également par le fait qu'il y ait une épreuve orale de traduction sans dictionnaire. Il fait ainsi partie des deux seuls concours avec une épreuve de version de langue ancienne sans dictionnaire, avec le concours d'entrée à l'École nationale des chartes.

## Concours
Le concours est ouvert aux personnes titulaires d'un master ou diplôme équivalent,.

### Épreuves
Comme la plupart des concours, il est constitué de deux phases : l'admissibilité et l'admission ; la première se déroule à l'écrit et détermine l'accès à la seconde qui a lieu à l'oral le cas échéant. Elles comptent chacune pour la moitié de la note finale.
La dissertation de littérature française et l'explication d'un texte français portent sur un programme d'auteurs français. Les épreuves de langues anciennes sont hors-programme à l'écrit, et à l'oral une seule sur les deux porte sur un texte au programme, selon un tirage au sort. Le candidat choisit une option, entre « français ancien et moderne » et « latin et grec ancien », qui détermine laquelle prédomine dans les épreuves de grammaire et linguistique.
| Nature                           | Intitulé | Durée                                                                      | Coefficient |
| -------------------------------- | --- | -------------------------------------------------------------------------- | ----------- |
| Épreuves écrites d'admissibilité | Dissertation de littérature française                                                                                    | 7 h                                                                        | 9           |
| Épreuves écrites d'admissibilité | Composition principale de grammaire et linguistique                                                                      | 4 h 30                                                                     | 8           |
| Épreuves écrites d'admissibilité | Thème latin | 4 h pour chacune de ces trois épreuves                                     | 5           |
| Épreuves écrites d'admissibilité | Version latine | 4 h pour chacune de ces trois épreuves                                     | 5           |
| Épreuves écrites d'admissibilité | Thème grec | 4 h pour chacune de ces trois épreuves                                     | 5           |
| Épreuves écrites d'admissibilité | Composition complémentaire de grammaire et linguistique                                                                  | 2 h 30                                                                     | 4           |
| Épreuves orales d'admission      | Explication d'un texte de français moderne suivie d'une interrogation de grammaire et d'un entretien                     | 2 h de préparation et 50 min de passage pour chacune de ces trois épreuves | 12          |
| Épreuves orales d'admission      | Explication d'un texte latin ou grec sur programme suivie d'une interrogation de grammaire et d'un entretien             | 2 h de préparation et 50 min de passage pour chacune de ces trois épreuves | 9           |
| Épreuves orales d'admission      | Exposé de grammaire et linguistique suivi d'un entretien                                                                 | 2 h de préparation et 50 min de passage pour chacune de ces trois épreuves | 9           |
| Épreuves orales d'admission      | Explication improvisée d'un texte grec ou latin hors-programme suivie d'une interrogation de grammaire et d'un entretien | 45 min de préparation et 30 min de passage                                 | 6           |

### Programme
Le programme du concours est constitué, d'une part, de six auteurs français (Moyen Âge, XVIe siècle, XVIIe siècle, XVIIIe siècle, XIXe siècle et XXe siècle), et d'autre part de quatre auteurs latins ainsi que quatre auteurs grecs. Le programme de littérature française, renouvelé intégralement chaque année, est commun avec les agrégations externes de lettres modernes et de lettres classiques, en plus du programme de littérature antique pour cette dernière qui est renouvelé par moitié chaque année. Un programme limitatif est également publié pour les épreuves de grammaire et linguistique.

## Titulaires célèbres
- Salomon Reinach (1879, reçu 1er) ;
- Ferdinand Brunot (1882, reçu 1er) ;
- Auguste Salles (1886) ;
- Charles Rinn (1894) ;
- Maurice Rat (1919) ;
- Marie-Louise Sjoestedt (1922, reçue 1re) ;
- Émile Benveniste (1922) ;
- Pierre Chantraine (1922) ;
- Régis Messac (1922) ;
- Henri Seyrig (1922) ;
- Robert Flacelière (1925) ;
- Jean Daniélou (1927) ;
- Michel Lejeune (1929, reçu 1er) ;
- René Étiemble (1932) ;
- Roger Ikor (1935) ;
- Léopold Sédar Senghor (1935) ;
- Roger Caillois (1936) ;
- Henri Bonnard (1937) ;
- Gérald Antoine (1939) ;
- Pierre Larthomas (1939) ;
- Gilbert Lazard (1946, reçu 1er du concours spécial) ;
- Roger Quilliot (1949) ;
- Alain Hus (1950, reçu 1er) ;
- Paul Veyne (1955) ;
- Michel Arrivé (1958) ;
- Alain Frontier (1965) ;
- Catherine Kerbrat-Orecchioni (1966, reçue 1re) ;
- Serge Koster (1966) ;
- Dominique Briquel (1968) ;
- Jean-Pierre Bobillot (1982) ;
- Marie-Hélène Lafon (1987) ;
- Alexandre François (1995, reçu 1er) ;
- Oumar Sankharé (2011).

## Citations
- Léopold Sédar Senghor dit qu'après avoir été le premier recalé de la liste d'admissibilité de l'École normale supérieure il était trop âgé pour se présenter une troisième fois et que c'est pour cette raison qu'il a préparé à l'ENS l'agrégation de grammaire, qu'il définit comme « l'agrégation des bûcheurs[4] ». Grâce à cette agrégation, il devient, dit-il, « le premier agrégé d'Afrique noire[4] ». Il corrige ensuite en disant que la première agrégée d'Afrique est une jeune femme musulmane.

## Dans la culture
- Dans le chapitre 1 du livre III Les Amours enfantines (1932) des Hommes de bonne volonté de Jules Romains, Jerphanion s'adresse à Caulet en sa qualité de grammairien pour savoir si ça l'étonne qu'un même mot puisse avoir plusieurs sens et s'il s'agit de pauvreté de la langue ou non ; ce à quoi Caulet proteste : « Ne te perds pas en conjectures. J'ai choisi la grammaire, parce que c'est l'agrégation de grammaire qui passe pour la plus facile. S'il y avait eu une agrégation d'alphabet, j'aurais choisi l'agrégation d'alphabet. »
  - Ce passage est, en outre, cité par Jean d'Ormesson dans une interview pour Propos et confidences à propos de sa vie à l'École normale supérieure[5].
- Dans le chapitre 7 du livre III Les Amours enfantines (1932) des Hommes de bonne volonté de Jules Romains, Jerphanion s'interroge quant aux débouchés de l'École normale supérieure : « Jerphanion était surpris. On parlait assez souvent, dans les thurnes, de ceux des Normaliens qui, au sortir de l'École, ou plus tard, avaient pris des directions insolites. Leur destinée, quelle qu'en fût la valeur propre, avait le mérite de mettre dans l'image d'un avenir hélas ! trop prévisible, un peu de hasard et de romanesque. On se consolait de préparer l'agrégation de grammaire, en se disant qu'on serait peut-être un jour non point proviseur du Lycée de Vesoul, sous un parapluie, mais Directeur des tabacs en Perse, ou administrateur de théâtre. »
- Dans une lettre de Gustave Flaubert à Ernest Chevalier, il est écrit : « Le triste F…, ex-aspirant à l’École des Chartes, a renoncé à l’archéologie et se fortifie dans ses études pour être pion ; il veut se faire recevoir agrégé de grammaire et apprendre les verbes et la syntaxe. J’aimerais mieux un lavement ! même quand on y aurait mis de la graine de lin ; j’aimerais mieux faire une omelette d’œufs de serin clairs […][6]. »